# Commodore Educator 64
El Educator 64, también conocido como PET 64 y Modelo 4064, fue un microcomputador fabricado por Commodore Business Machines en 1983. Fue vendido a las escuelas como reemplazo de los ya añejo sistemas Commodore PET. Las escuelas eran reacias a adoptar el diseño estándar del Commodore 64 debido a los robos y vandalismo de los componentes expuestos, más pequeños. La designación 4064 seguía la línea de los modelos 4008, 4016 y 4032 del PET, como un modelo de 64 KB y 40 columnas.
Los componentes internos eran placas madres restauradas de Commodore 64 y monitores monocromáticos de fósforo verde. El área alrededor del teclado tiene una guía rápida del BASIC 2.0 y de comandos del Commodore DOS. La única diferencia entre el Educator 64 y otros modelos 64 eran las capacidades gráficas, un parlante incorporado, amplificador de sonido con control de volumen, conector para auriculares, fuente alimentación interna, y el teclado, el cual carece de las abreviaciones de color impresas en las teclas de los números. El Educator 64 mantuvo la habilidad de mostrar tonos de verde, mientras que el PET 64 y el 4064 eran modelos monocromáticos únicamente. Aunque las computadoras PET 4008/4016/4032 tenían gabinetes hechos completamente de metal, solo la base del Educator 64 era de metal, mientras que el gabinete superior estaba hecha de plástico grueso.
El Educator 64 no se vendió en grandes cantidades. Sufría de su pantalla monocromática: muchos títulos de la 64 suponían la disponibilidad de color. Y, para entonces, el mercado educativo de los Estados Unidos estaba firmemente en las manos de Apple.